# Ampflwang im Hausruckwald
Ampflwang im Hausruckwald è un comune austriaco di 3 411 abitanti nel distretto di Vöcklabruck, in Alta Austria; ha lo status di comune mercato (Marktgemeinde).